# The Triangle (circuit)

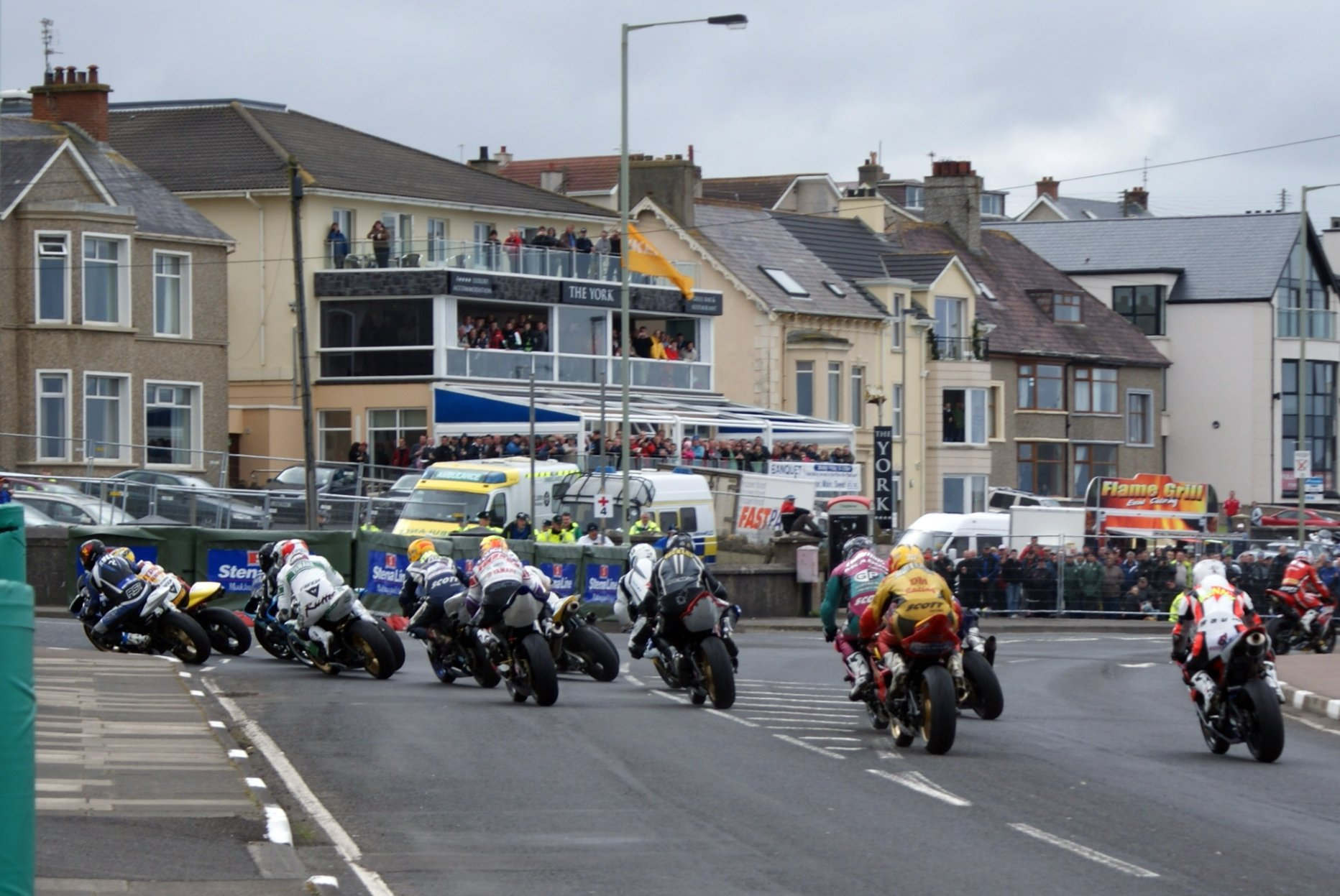
Coureurs kort na de start bij York Corner

The Triangle is een stratencircuit in Noord-Ierland op openbare wegen tussen Portstewart, Coleraine en Portrush. Het wordt gebruikt voor de jaarlijkse North West 200 wegrace. Het is 8,970 mijl (14,4 km) lang.
Het circuit gaat voornamelijk over doorgaande wegen, de A2, de B185 en de A29. Er wordt tegen de klok in gereden. Het is desondanks een van de snelste circuits ter wereld, waar snelheden van meer dan 320 km/h gehaald kunnen worden.
Het circuit werd voor het eerst gebruikt in 1929 voor de eerste uitvoering van de North West 200. Start en finish lagen toen nog bij Magherabouy, in het zuidelijk deel van Portrush, maar in 1930 werden ze verplaatst naar Portmore Road in Portstewart. Jimmie Guthrie reed in de 500cc klasse van 1934 de eerste ronde met meer dan 80 mijl per uur (128,7 km/h) met een Norton. In 1959 reed Jack Brett de eerste ronde sneller dan 100 mph (160,9 km/h), eveneens met een Norton. In 1973 moest het circuit worden aangepast onder druk van het Britse leger. Na de politieke onlusten van 1972 mocht men niet meer door Portstewart rijden en zo werd start/finish opnieuw verplaatst. Ze lag nu tussen Juniper Hill en Millbank Avenue en voor het eerst kwam zo ook York Corner in het circuit te liggen. In 1978 reed Tom Herron met een 750cc Yamaha een nieuw ronderecord van 127.63 mph (205,4 km/h), dat nooit werd gebroken omdat in 1980 het circuit werd voorzien van extra veiligheidsmaatregelen, zoals kunstmatige chicanes. Dat gebeurde na "Black Saturday", 26 mei 1979. Op die dag verongelukten Tom Herron en Brian Hamilton terwijl Frank Kennedy enkele maanden later aan zijn verwondingen bezweek. In 1980 werd ook een nieuwe verbindingsweg tussen University Corner en Ballysally Roundabout in gebruik genomen. In 1983 werd een permanente chicane aangebracht bij Juniper Hill en in 1988 werden verdere verbeteringen aangebracht bij Mather's Cross en er kwam een chicane bij start/finish. Daardoor werd de snelheid bij Primrose Hill lager, maar werd ook het inrijden van de pit veiliger. In 2006 reed Steve Plater de snelste ronde op het huidige circuit met een gemiddelde van 124,109 mph (199,7 km/h), in 2004 was Michael Rutter de eerste die een topsnelheid van meer dan 200 mph (321,9 km/h) haalde. In het najaar van 2009 werd de weg bij Mather's Cross verbreed en voor de races van 2010 kwam daar ook nog een extra chicane. Tijdens de trainingen van 2012 haalde Martin Jessop een topsnelheid van 208 mph (334,7 km/h).